# Glenn Christian
Glenn Christian (født 1976) er en dansk digter og forfatter, færdiguddannet fra Forfatterskolen 2007. Han har bidraget med digte til talrige tidsskrifter, herunder Hvedekorn og Forfatterskolens Afgangsantologi 2007. I 2008 debuterede han i bogform med digtsamlingen Det hjemlige på forlaget After Hand.

## Udgivelser
- Det hjemlige, After Hand, 2008 (Digte)
- Den agrare modoffensiv, Forlaget 28/6, 2008 (Digte)
- Moro forsvandt, Forlaget 28/6, 2009
- Ruben, After Hand, 2010 (Digte)
- Det sorte ved munden, del 1 After Hand, 2011
- Fabriksnoter (Ovbidat), 2012 (Digte)
- Hydra!, After Hand, 2013 (Digte)
- Mudret sol, Arena, 2013 (Digte)
- Gran Canaria del 1, OVO press, 2015 (Digte)
- Grusomhedsudstillingen, Donna Wood genskrivninger, Arena, 2015
- Månen atlas over sandparken avenue, Gyldendahl, 2018

## Eksterne link
- Martin Johannes Møllers anmeldelse af Det hjemlige
- Tue Andersen Nexøs anmeldelse af Det hjemlige i Information
- Glenn Christian på Forfatterweb.dk